# Władysław Ołtuszewski
Władysław Ołtuszewski (ur. 10 stycznia 1855 w Lublinie, zm. 9 czerwca 1922 w Warszawie) – polski lekarz laryngolog, logopeda i foniatra.

## Życiorys

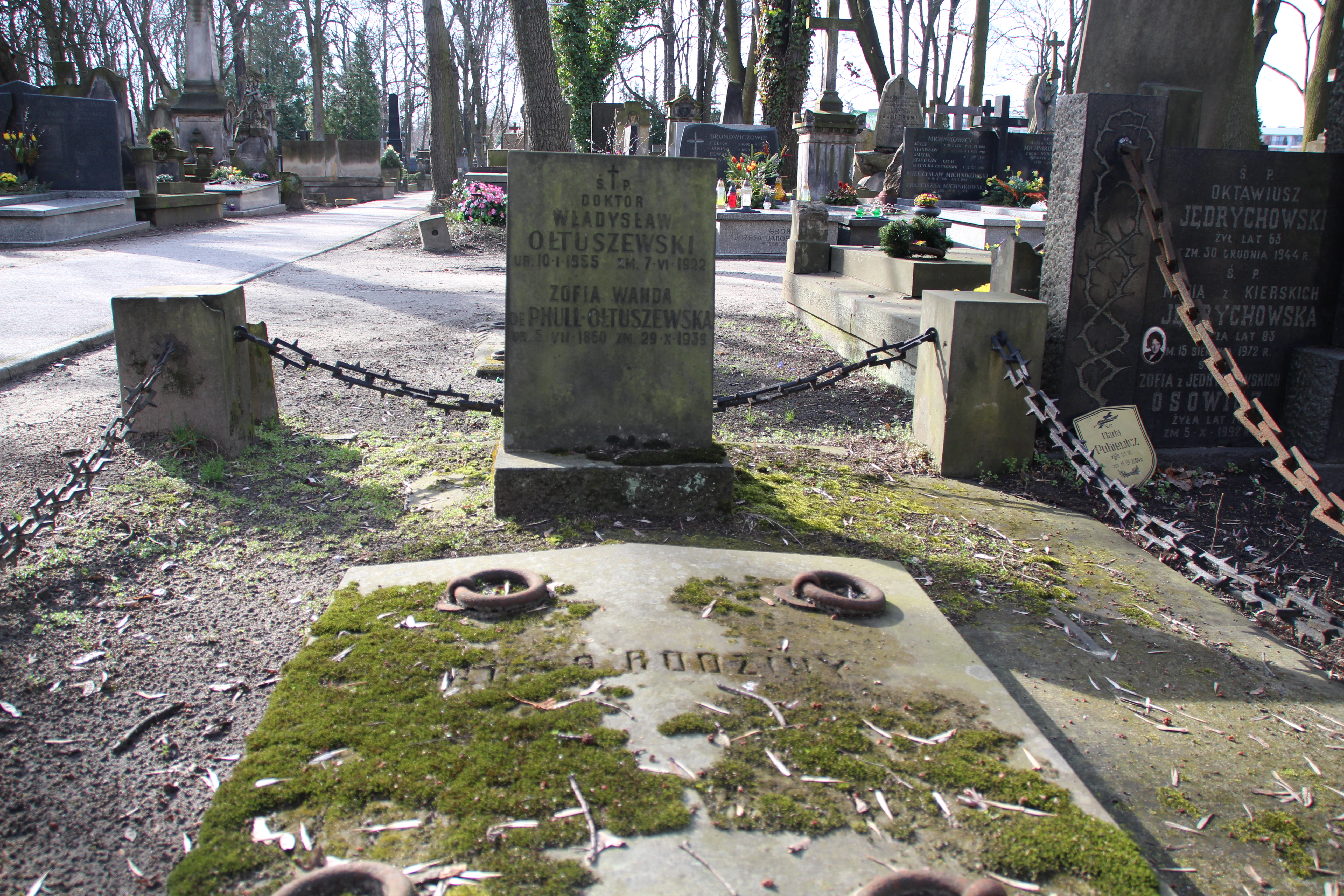
Grób Władysława Ołtuszewskiego na cmentarzu Powązkowskim

Syn farmaceuty Feliksa Ołtuszewskiego i Heleny z domu Zawadzkiej. Miał braci Eugeniusza (aptekarza) i Feliksa, oraz siostry Marię, Zofię i Lucynę. Gimnazjum ukończył w 1873. Studiował medycynę na Cesarskim Uniwersytecie Warszawskim w latach 1873-78, po ukończeniu studiów praktykował w Szpitalu Św. Ducha i w Szpitalu Św. Rocha u Teodora Herynga. Odbywał kilka razy podróże zagraniczne, uczył się wtedy u Alberta Gutzmanna w Berlinie, u Coena oraz Adolfa von Strümplla. W 1892 zwiedził zakłady dla chorych umysłowo w Dalldorf, prowadzony przez Wilhelma Sandera, i w Bicêtre koło Paryża, prowadzony przez Désiré-Magloire Bourneville'a. W tym samym roku założył Warszawski Zakład Leczniczy dla chorych ze „zboczeniami mowy”. Razem z żoną, swoją asystentką, prowadził go do końca życia. Zmarł nagle, w 1922 roku, wspomnienie o nim napisał Alfred Sokołowski. Pochowany na cmentarzu Powązkowskim (kwatera 67, rząd 5, miejsce 30/31).
Członek Towarzystwa Lekarskiego Warszawskiego (od 1884), Warszawskiego Towarzystwa Dobroczynności (od 1880).
Wspominany był jako samotnik – kontakty towarzyskie utrzymywał tylko z Ludwikiem Krzywickim, Aleksandrem Świętochowskim, Zygmuntem Noskowskim i Samuelem Goldflamem. Miał szerokie zainteresowania pozamedyczne, zajmował się malarstwem, muzyką, literaturą, filozofią, naukami przyrodniczymi (zoologią, zwłaszcza ornitologią) i społecznymi. Współpracował z „Prawdą” i „Przeglądem Tygodniowym” oraz z Wielką encyklopedią powszechną ilustrowaną.
Jego żoną była Zofia Wanda de Phull (1860–1939), córka Henryka. Ślub wzięli 20 listopada 1890. Mieli córkę Jadwigę, chemiczkę, żonę Adama Kolitowskiego.

## Dorobek naukowy
Ołtuszewski był pierwszym, który wykazał bezpośredni związek między fonacją a artykulacją, w warunkach fizjologii jak i patologii. Jako pierwszy w Polsce opisał koordynacyjny skurcz krtani i afonię spastyczną. Był autorem kilkudziesięciu prac z dziedziny fizjologii i patologii mowy, w języku polskim, niemieckim, rosyjskim i francuskim.

## Wybrane prace
- Zapalenie opon mózgordzeniowych (meningitis cerebro-spinalis). Gazeta Lekarska 27, s. 94 (1879)
- Przypadek ciała obcego oskrzela. Gazeta Lekarska (1879)
- Dwa przypadki porażeń mięśni krtani. Gazeta Lekarska (1883)
- Koordynacyjny skurcz głośni. Gazeta Lekarska 5, ss. 977-984 (1885)
- Połowiczny zupełny paraliż krtani powiklany paraliżem nerwów mózgowych. Medycyna 15, ss. 333-339 (1887)
- Przyczynek do działania kwasu mlecznego w gruźlicy krtani. Medycyna 15, ss. 97-104 (1887)
- Ein Beitrag zur Wirkung der Milchsäure bei Tuberculose des Kehlkopfs. Deutsche med. Wchnschr 14 (8), ss. 146-149 (1888)
- De l'emploi de l'acide lactique dans la tuberculose du larynx. Revue de Laryngologie (1888)
- Przypadek grzybicy gardzieli włoskowcowej (Mycosis pharyngis leptothricia). Gazeta Lekarska 8, ss. 83-85 (1888)
- Przyczynek do rozpoznawania i leczenia przymiotu krtani. Gazeta Lekarska 8, ss. 968; 1000 (1888)
- O zboczeniach mowy; jąkaniu i bełkotaniu. Medycyna 20, ss. 429; 450; 481; 494; 510 (1892)
- Przyczynek do nauki o zboczeniach mowy. Medycyna 21-26 (1893-1899)
- Przyczynek do nauki o zboczeniach mowy (logopatologii). Medycyna 21, ss. 819; 843; 863; 883; 903 (1893)
- Fizyologia dźwięków alfabetu polskiego. Medycyna 21, ss. 189-194 (1893)
- Abriss der Physiologie der Sprache mit besonderer Berücksichtigung der Laute des polnischen Alphabets. Medizinisch-pädagogische Monatsschrift für die gesammte Sprachheilkunde ss. 161; 210 (1893)
- Przyczynek do nauki o zboczeniach mowy (logopatologii). Medycyna 22, ss. 771; 796; 814; 835  (1894)
- Psychofizyologia mowy (psychophysiologie du langage). Medycyna 22, ss. 189-195 (1894)
- Psycho-Physiologie der Sprache. Medizinisch-pädagogische Monatsschrift für die gesammte Sprachheilkunde ss. 290-297 (1894)
- Przyczynek do nauki o zboczeniach mowy (logopatologii). Medycyna 23, ss. 845; 861; 885; 905 (1895)
- O stosunku rozwoju mowy u dziecka do jego inteligencyi. Medycyna 24, ss. 121; 150 (1896)
- Freund (sic!) Głuchota i głuchota wyrazowa. Przyczynek do rozpoznawania tak zwanej niemoty czuciowej podkorowej, 1895, str. 115. (Recenzja). Medycyna 24 (27) ss. 639-41 (1896)
- Rozwój mowy u dziecka i stosunek togo rozwoju do jego inteligencyi. Ksiegarnia E. Wendego, 1896
- Ogólne uwagi nad zboczeniami mowy. Przegląd Lekarski 35, ss. 469-471 (1896)
- Die geistige und sprachliche Entwickelung des Kindes. Medizinisch-pädagogische Monatsschrift für die gesammte Sprachheilkunde ss. 197; 257 (1896)
- Ogólne uwagi o zboczeniach mowy. Gazeta Lekarska 17, ss. 1382; 1420 (1897)
- Die geistige und sprachliche Entwickelung des Kindes. Fischer, Berlin 1897
- O znaczeniu ośrodków skojarzeniowych Flechsig'a dla badań nad rozwojem umysłu, mowy, psychologii mowy oraz nauki o niemocie. Medycyna 25, ss. 551; 577; 604 (1897)
- Psychologia oraz filozofia mowy. Druk K. Kowalewskiego, 1898
- Spastische Aphonie. Therapeutische Monatshefte 12, ss.  89-93 (1898)
- Allgemeiner kurzer Abriss über die Sprachstörungen. Therapeutische Monatshefte 12, ss. 262; 327 (1898)
- Naukowe i praktyczne znaczenie logopatologii. Kronika lekarska 20, ss. 317; 377 (1899)
- Niedorozwój psychiczny i jego stosunek do różnych kategoryi zboczeń mowy. Gazeta lekarska 19, ss. 1118; 1149; 1179 (1899)
- Von dem Verhältniss der infantilen Cerebrallähmung zu verschiedenen Kategorien von Sprachstörungen. Therapeutische Monatshefte 14, ss. 196; 252 (1900)
- Krótki szkic historyczny nauki o zboczeniach mowy oraz obecne jej zadanie. Medycyna 28, ss. 984; 1007 (1900)
- Psychologie und Philosophie der Sprache. Medizinisch-pädagogische Monatsschrift für die gesammte Sprachheilkunde 10, ss. 97; 140 (1900)
- Niemota, bełkotanie, mowa nosowa i jąkanie: istota, przyczyny i leczenie tych chorób oraz hygjena mowy. nakł. M. Arcta, 1901
- Psychologie und Philosophie der Sprache. Fischer, 1901
- Zwyrodnienie psychiczne i jego stosunek do różnych kategoryi zboczeń mowy. Gazeta lekarska 21, ss. 1210; 1242 (1901)
- O zboczeniach mowy przy niedorozwoju psychicznym. Przegląd Lekarski 40, ss. 42; 56 (1901)
- Zboczenia mowy: niemota, bełkotanie, mowa nosowa i jąkanie: z rysunkami w tekście. Nakładem M. Arcta, 1902
- „Jąkanie (łac. Balbuties), zboczenie mowy”. W: Wielka encyklopedia powszechna ilustrowana T. XXXII. Warszawa, 1902 ss. 790-792
- Kilka słów o etyologii zboczeń mowy. Przegląd Lekarski 42 (3), ss. 29-31 (1903)
- Bericht über die zehnjährige wissenschaftliche und praktische Thätigkeit der Warschauer Heilanstalt für Sprachstörungen. Medizinisch-pädagogische Monatsschrift für die gesammte Sprachheilkunde  13, ss. 33-40 (1903)
- Przyczynek do ważności objektywnej metody badania przy dyzartryach kurczowych; patogeneza i leczenie afonii spastycznej oraz głosu falsetowego. Medycyna 32, ss. 212; 234 (1904)
- Niedorozwój psychiczny: (idjota, głuptak, zacofany): istota, zapobieganie i leczenie. Nakł. i drukiem M. Arcta, 1905
- Die psychische Entartung und deren Verhältnis zu verschiedenen Kategorien von Sprachstörungen. Therapeutische Monatshefte 19, ss. 352-356; 414-418 (1905)
- Szkic nauki o mowie i jej zboczeniach: (niemota, bełkotanie, mowa nosowa, jąkanie itp.) oraz hygiena mowy. nakł. Biblioteki Lekarskiej, 1905
- Obrazy patologii mowy w świetle nauki współczesnej, oraz zasady leczenia zboczeń mowy. Gazeta Lekarska 25, ss. 53; 85; 131; 157; 177 (1905)
- Von der Sprache und deren Abweichungen nebst der Hygiene der Sprache. W: Hermann Gutzmann: Sprachstörungen und Sprachheilkunde: Beiträge zur Kenntnis der Physiologie, Pathologie und Therapie der Sprache. S. Karger, 1908
- Abriss der Lehre von den Sprachstörungen: Aphasie und Anarthrie wie auch Dysphasie und Dysarthrie. Medizinisch-pädagogische Monatsschrift für die gesammte Sprachheilkunde 18 ss. 1-; 38-; 68-; 97-122 (1908)
- Wyniki naukowej i praktycznej działalności w Warszawskim zakładzie dla zboczeń mowy w ciągu 20 l. jego istnienia. Medycyna i Kronika Lekarska 47 (39), ss. 778-84 (1912)
- Zarys dziejów powszechnych rozumowanych: próba socyologii stosowanej do dziejów : tak zwana historya starożytna i wieki średnie. Nakładem Księgarni E. Wende i S-ka, 1913
- Kilka uwag o istocie chorób mowy, podstawie ich leczenia i otrzymanych wynikach leczniczych. Gazeta Lekarska 53 (3-4), ss. 25-26, 41-46 (1919)
- „Higjena mowy”. W: Higjena szkolna. Warszawa, 1921 ss. 365-383